# Svante Thuresson
Svante Thuresson (Stockholm, 7 februari 1937 – 10 mei 2021) was een Zweeds jazzzanger.
Samen met Lill Lindfors won hij in 1966 Melodifestivalen met het lied Nygammal vals en mocht zo Zweden vertegenwoordigen op het Eurovisiesongfestival. Daar eindigden ze 2de, de beste plaats voor het land tot dan toe.
In de volgende jaren zou Thuresson nog verschillende malen meedoen aan de Zweedse preselectie maar zonder overwinning.

## Discografie

### Albums
- 1967: Doktor Dolittle (musical met Siw Malmkvist, Per Myrberg en Fred Åkerström)
- 1968: Du ser en man
- 1969: Nyanser
- 1970: Noaks ark (Samling)
- 1970: Albin och Greta (krogshow met Lill Lindfors)
- 1972: Danspartaj 1 (Svante Thuressons orkester)
- 1975: Den första valsen
- 1978: Discohits
- 1979: Den är till dej
- 1982: Just in time (met Hector Bingert)
- 1986: Pelle Svanslös (ur musikalen med samma namn)
- 1993: Live
- 1993: En salig man
- 1995: Jag är hip, baby. Svante Thuresson sjunger Beppe Wolgers
- 1998: Vi som älskar och slåss
- 2000: Guldkorn
- 2002: Nya kickar
- 2004: Svante Thuressons bästa
- 2004: Bästa
- 2005: Box of pearls (met Katrine Madsen)

- 2007: Svante Thuresson & Vänner
- 2011: Regionala nyheter: Stockholmsdelen
- 2011: En cool jul

## Singles
- 1966: Nygammal vals (met Ulla Hallin) - Hej systrar, hej bröder
- 1966: Jag har nära nog nästan allt - Mulliga Maj (promo?)
- 1966: Hej systrar hej bröder - Nygammal vals (met Ulla Hallin) - Mulliga Maj - Jag har nära nog nästan allt
- 1967: Fem minuter till - Nära mej
- 1967: Den sista valsen - Vintervalsen
- 1968: Du vet så väl (att jag behöver dej) - Från och med nu
- 1968: Min Rockefeller - Var finns det ord (met Siw Malmkvist)
- 1968: Du är en vårvind i april - Det känns skönt - det känns bra
- 1968: Baby I need your lovin' - Just one word from you
- 1968: Leva mitt liv - Du ser en man
- 1968: Jag vill ha all din kärlek - Maria Marlene
- 1969: Under sol, under hav - Simma (Promo)
- 1969: Vackraste paret i världen - Jag är kvinna, du är man (met Siw Malmkvist)
- 1969: Sommarflicka - Under sol, över hav
- 1969: Jag tror att jag är kär i dej, Maria - Det svänger om det mesta
- 1970: Nyanser - Kärlekens fjäril (promo?)
- 1970: Noaks ark - Vill hellre ha en sommar
- 1970: Håll mig nära - Ingen gör någonting
- 1970: När jag putsar fönster - Det svänger så skönt om barockens musik
- 1971: En sommardag - Vem kan svara på min fråga (promo)
- 1971: Soldater som vill va' hjältar - Jag ska vara hos dej i kväll
- 1973: Vår egen gata (ur Bröderna Malm) - Dröm ur dina drömmars glas
- 2017: Karl-Bertil Jonsson, 14 år

1958: Alice Babs · 
1959: Brita Borg · 
1960: Siw Malmkvist · 
1961: Lill-Babs · 
1962: Inger Berggren · 
1963: Monica Zetterlund · 
1965: Ingvar Wixell · 
1966: Lill Lindfors & Svante Thuresson · 
1967: Östen Warnerbring · 
1968: Claes-Göran Hederström · 
1969: Tommy Körberg · 
1971: Family Four · 
1972: Family Four · 
1973: Nova · 
1974: ABBA · 
1975: Lasse Berghagen · 
1977: Forbes · 
1978: Björn Skifs · 
1979: Ted Gärdestad · 
1980: Tomas Ledin · 
1981: Björn Skifs · 
1982: Chips · 
1983: Carola · 
1984: Herreys · 
1985: Kikki Danielsson · 
1986: Lasse Holm & Monica Törnell · 
1987: Lotta Engberg · 
1988: Tommy Körberg · 
1989: Tommy Nilsson · 
1990: Edin-Ådahl · 
1991: Carola · 
1992: Christer Björkman · 
1993: Arvingarna · 
1994: Marie Bergman & Roger Pontare · 
1995: Jan Johansen · 
1996: One More Time · 
1997: Blond · 
1998: Jill Johnson · 
1999: Charlotte Nilsson · 
2000: Roger Pontare · 
2001: Friends · 
2002: Afro-Dite · 
2003: Fame · 
2004: Lena Philipsson · 
2005: Martin Stenmarck · 
2006: Carola · 
2007: The Ark · 
2008: Charlotte Perrelli · 
2009: Malena Ernman · 
2010: Anna Bergendahl · 
2011: Eric Saade · 
2012: Loreen · 
2013: Robin Stjernberg · 
2014: Sanna Nielsen · 
2015: Måns Zelmerlöw · 
2016: Frans · 
2017: Robin Bengtsson · 
2018: Benjamin Ingrosso · 
2019: John Lundvik · 
2021: Tusse · 
2022: Cornelia Jakobs · 
2023: Loreen · 
2024: Marcus & Martinus · 
2025: KAJ
- Gemeinsame Normdatei: 1074372115
- International Standard Name Identifier: 0000 0001 2968 6120
- MusicBrainz: 5c918a2a-7fad-418b-9000-3edc6d071c63
- Virtual International Authority File: 260149294322180521796